# Rhopilema
Genre
Rhopilema est un genre de méduses de la famille des Rhizostomatidae.

## Liste d'espèces
Selon World Register of Marine Species (28 mars 2016) et Catalogue of Life (28 mars 2016) :
- Rhopilema esculentum Kishinouye, 1891 -- Méduse comestible
- Rhopilema hispidum (sv) (Vanhöffen, 1888)
- Rhopilema nomadica Galil, Spannier & Ferguson, 1990
- Rhopilema rhopalophorum Haeckel, 1880 (parfois « rhopalophora »)
- Rhopilema verrilli (Fewkes, 1887)

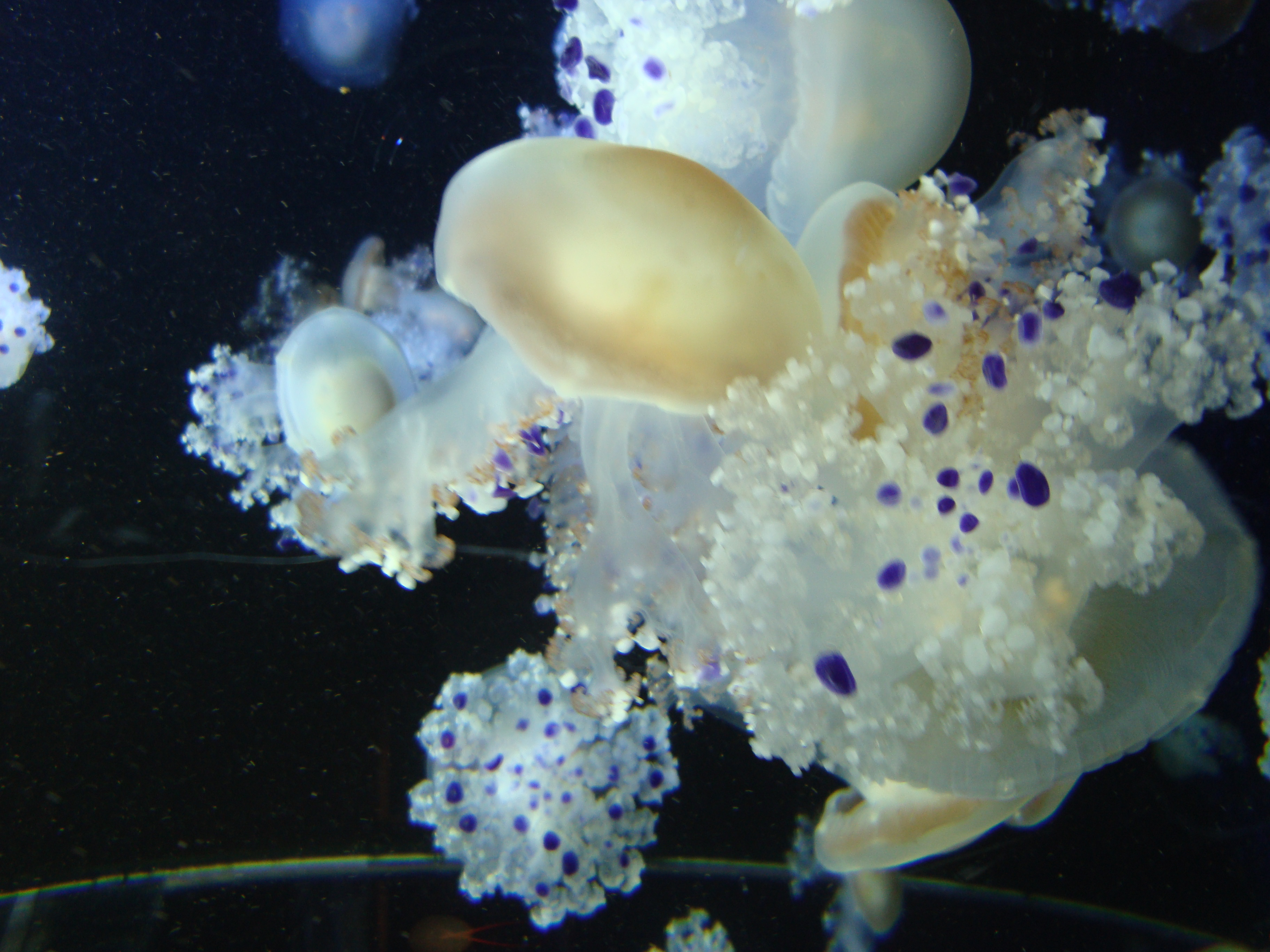
Rhopilema verrilli